# Jonatan Schulze
Jonatan Schulze (Capitán Bermúdez, Santa Fe, Argentina, 27 de noviembre de 1991) es un exfutbolista argentino.

## Biografía
Desempeñándose como marcador de punta, tras de realizar las divisiones inferiores en Rosario Central tuvo su debut en Primera División a los 21 años de edad, en un cotejo ante Quilmes el 4 de agosto de 2013, válido por la primera fecha del Torneo Inicial 2013 y del que Rosario Central salió victorioso por 2-0; el entrenador canalla era Miguel Ángel Russo. Sumó luego otro cotejo en el mismo certamen, pasando a la división reserva, donde en un partido ante All Boys sufrió la rotura de ligamentos en una de sus rodillas. Tras recuperarse, fue cedido a préstamo a Tiro Federal de Rosario en 2014, formando parte del convenio que la institución de Barrio Arroyito había firmado con los Tigres de Ludueña. Al retornar en 2015 a Central, sufrió nuevamente la rotura de ligamentos en una de sus rodillas, debiendo pasar por otro largo período de recuperación. Una vez con el alta médica, rescindió contrato con Central, firmando con Puerto San Martín Fútbol, equipo participante del Torneo Federal B en la temporada 2016; con este equipo disputó también la Copa Santa Fe. A mediados de año pasó a otro club de la misma divisional, la Asociación Deportiva InfanUnidos de Rosario, más conocido como ADIUR.

## Clubes
| Club            | País      | Año       |
| --------------- | --------- | --------- |
| Rosario Central | Argentina | 2012-2014 |
| Tiro Federal    | Argentina | 2014      |
| Rosario Central | Argentina | 2015      |
| PSM Fútbol      | Argentina | 2016      |
| ADIUR           | Argentina | 2016      |

|Club Atlético Pujato
| Argentina
|2019-presente
|